# Ben Goodson
Ben Goodson (Sherwood, 1879 - Vaucluse, Nova Gal·les del Sud, 27 de juny de 1941) fou un ciclista australià. Es va dedicar al ciclisme en pista, on va aconseguir una medalla de plata en mig fons amateur al Campionat del món de 1899, per darrere de l'estatunidenc John Nelson.